# 丙酸丙酯
丙酸丙酯是一种有机化合物，化学式为C6H12O2。它可由丙酸与丙醇在酸催化下反应制得。它可以被硅烷试剂还原为二丙醚。它可作有机溶剂。